# Radoslav Procházka

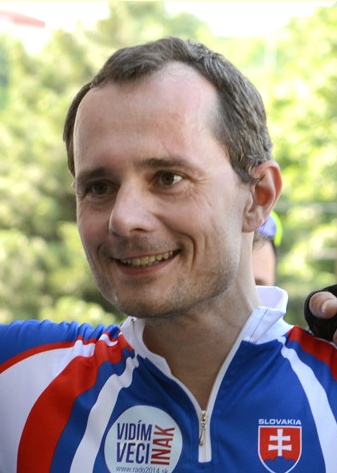
Radoslav Procházka während einer Radtour 2013.

Radoslav Procházka (* 31. März 1972 in Bratislava) ist ein slowakischer Jurist, Hochschullehrer und Politiker. Von 2010 bis 2013 war er Abgeordneter im slowakischen Nationalrat für die katholisch-konservative KDH. Seit 2014 ist er Parteivorsitzender der von ihm gegründeten Partei #Sieť.

## Leben
Zu Beginn seiner fachlichen Karriere widmete er sich neben der akademischen und pädagogischen Arbeit vor allem dem Schutz der Menschenrechte. Später arbeitete Procházka als Jurist beim Prager Ableger einer amerikanischen Kanzlei, als Berater des Verfassungsgerichts und als Berater der Delegation der Europäischen Kommission.
Am Tag des Beitritts der Slowakei zur Europäischen Union wurde er erster Vertreter vor dem Europäischen Gerichtshof.
Procházka gab in der Slowakei und im Ausland vier Monografien sowie zahlreiche weitere wissenschaftliche Artikel heraus, vor allem im Bereich der Rechtsphilosophie, des europäischen Rechts und des Verfassungsrechts.
Nach der slowakischen Parlamentswahl 2010 zog Procházka als Abgeordneter für die katholisch-konservative KDH in den Nationalrat ein. Am 22. Juni 2014 trat er von dem Mandat aufgrund seiner Kandidatur bei der slowakischen Präsidentschaftswahl zurück. Bei der Wahl erreichte Procházka mit 21,25 % den dritten Platz und verpasste damit den Einzug in die Stichwahl.
Anschließend gründete Procházka eine eigene politische Partei, die #Sieť (deutsch Netzwerk). Diese wirtschaftsliberale und konservative Gruppierung erhielt bei der Nationalratswahl in der Slowakei 2016 5,6 % der Stimmen, nachdem Umfragen sie zeitweise als zweitstärkste Kraft hinter Smer – sociálna demokracia gesehen hatten.